# Kaiserswerther Diakonie
Die Kaiserswerther Diakonie ist ein Unternehmen in Kaiserswerth, einem Stadtteil von Düsseldorf, das im Sozial-, Gesundheits- und Bildungswesen tätig ist. Die Diakonie wurde 1836 von Theodor und Friederike Fliedner als Diakonissenanstalt Kaiserswerth gegründet. Mit rund 2.700 Beschäftigten zählt sie zu den großen diakonischen Unternehmen in Deutschland. Das Florence-Nightingale-Krankenhaus mit zwölf Fachkliniken und mehreren zertifizierten Zentren gehört ebenso dazu wie Altenhilfe- und Pflegeeinrichtungen, Angebote der Jugend- und Behindertenhilfe, verschiedene berufsbildende Schulen mit rund 1.900 Ausbildungsplätzen, die Fliedner Fachhochschule Düsseldorf, ein umfangreiches Weiterbildungsangebot der Kaiserswerther Seminare, eine Buchhandlung, die Fliedner-Kulturstiftung mit Bibliothek, Archiv und dem ersten Pflegemuseum in Deutschland, die Hotel MutterHaus Düsseldorf GmbH sowie die Kaiserswerther Schwesternschaft mit 80 Mitgliedern. Die Rechtsform ist ein Verein.

## Geschichte

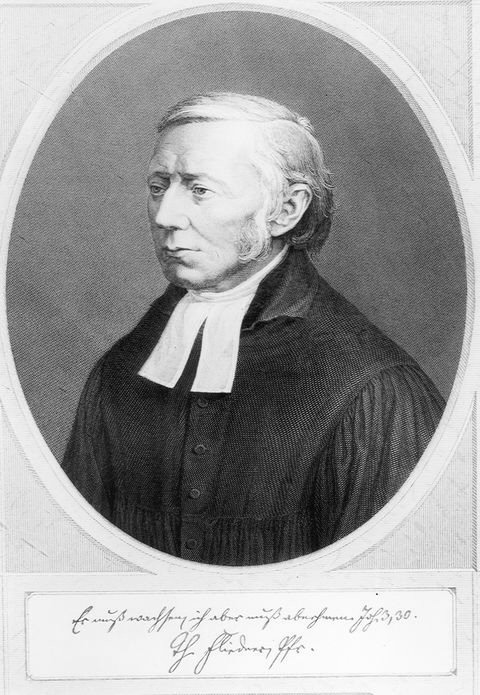
Theodor Fliedner (Stahlstich von Eduard Rittinghaus)

Der Kaiserswerther Gemeindepfarrer Theodor Fliedner (1800–1864) lernte die sozialen Nöte des beginnenden Industriezeitalters hautnah kennen. Sein christlicher Glaube ließ ihn gemeinsam mit seiner Frau Friederike (1800–1842) und nach deren Tod mit seiner zweiten Frau Caroline (1811–1892) nach Antworten suchen, wie man den Not leidenden, an den Rand der Gesellschaft gedrängten Menschen helfen könnte. Die Gefangenenfürsorge, die Erziehung und Bildung von Kindern sowie die Pflege von Kranken und Alten waren und sind die Felder, die die Arbeit vieler diakonischer Mutterhäuser bis heute prägen.
Seit der Gründung des ersten Diakonissenhauses in Kaiserswerth im Jahr 1836 waren nach dessen Vorbild bis zum Jahr 1861 insgesamt 26 Mutterhäuser in ganz Europa entstanden, auch in Russland und den USA wurden Diakonissenanstalten gegründet. Während die Kaiserswerther Form der Anstaltsdiakonie in Skandinavien beispielsweise eine starke Verbreitung fand, konnte sich dieses Modell in England kaum durchsetzen – obwohl eine breite Rezeption der Kaiserswerther Einrichtung in englischen Kreisen erfolgte und auch einzelne Diakonisseneinrichtungen errichtet wurden. Als prominenteste englische Besucherin ist Florence Nightingale zu nennen, die sich 1851 einige Monate in Kaiserswerth aufhielt, um hier zu lernen. Das Krankenhaus trägt seit den 1970er-Jahren ihren Namen.
Im Jahr 1861 trafen sich zahlreiche Abgesandte der bis dato entstandenen Diakonissenanstalten zur ersten „Conferenz der Deputierten“ (Kaiserswerther Generalkonferenz) in Kaiserswerth zu einem Erfahrungsaustausch. Diese Generalkonferenz fand nach 1861 alle drei Jahre statt. Im Jahr 1901 verfassten die Vertreter eine Grundordnung nach dem Kaiserswerther Leitbild und beschlossen deren Einführung an allen angeschlossenen Mutterhäusern.
1916 formierten sich die deutschen Mutterhäuser innerhalb der Konferenz zu einer eigenen Interessenvertretung, dem Kaiserswerther Verband.
Die unrühmlichen Verflechtungen der evangelischen Kirche mit dem NS-Staat, besonders auch der Diakonissen und Diakone, beschreibt Ernst Klee ausführlich in seinem 1989 erschienenen Buch Die SA Jesu Christi, Die Kirche im Banne Hitlers.
So wurde in der Diakonissen-Anstalt in Düsseldorf-Kaiserswerth die erst im Jahr 1936 fällige 100-Jahr-Feier auf Bestreben des Mutterhauses auf den 17. September 1933 vorverlegt. „Ein Anlass ist schnell gefunden: Am 17. September 1833 hatte Theodor Fliedner, der Gründer der Einrichtung, den ersten »Pflegling« in seinem Gartenhäuschen untergebracht.“
Die offizielle Festveranstaltung fand bereits am 31. August – parallel zum in Nürnberg stattfindenden Reichsparteitag der NSDAP – mit Vertretern der 108 Mutterhäuser und Vertretern von Kirchen und Behörden statt. Grußbotschaften sendeten der im Exil lebende Kaiser Wilhelm II. und Reichskanzler Adolf Hitler. „Die Festversammlung antwortet mit einem dreifachen »Sieg Heil!«, singt »Deutschland über alles« und »Die Fahne hoch!« Pastor Walter Jeep vom Central-Ausschuß der Inneren Mission spricht zeitgemäß über den »Totalitätsanspruch Jesu« und verkündet »rechte evangelische Menschen« seien eigentlich die, »die den Totalitätsanspruch dieses neuen Deutschen Reiches nicht nur am besten verstehen können, sondern auch am echtesten, treuesten zu verwirklichen fähig sind«.“
Bei der Gemeindefeier am 17. September wurde das Festzelt durch eine SA-Mannschaft überwacht. In der Hauszeitung Die Taube von Kaiserswerth heißt es in dem zur Feier nachfolgenden Bericht: »Es kommt gar nicht darauf an, ob der Einzelne lebt... Es gibt keinen Einzigen, der ein Recht hat auf Leben, Gut oder Blut, Schutz oder Schonung, wenn es die Gemeinschaft gilt, der wir unser Dasein verdanken.« 
Hakenkreuzfähnchen schwingend marschierte gar der Kindergarten des Mutterhauses durch Kaiserswerth, was eine Diakonisse begeistert beschreibt: „Das Herz konnte einem aufgehen bei dem lieblichen Bild und der hellen Begeisterung von Deutschlands jüngster Zukunft. [...]“
Noch in diesem Jahr schlossen sich die Diakonissen-Verbände zur Diakoniegemeinschaft zusammen. Diese etwa 50 000 Schwestern umfassende Gemeinschaft veranstaltete am 15. November 1933 im Berliner Lehrervereinshaus ihre erste öffentliche Kundgebung – unter dem Hakenkreuz.

## Diakonissen

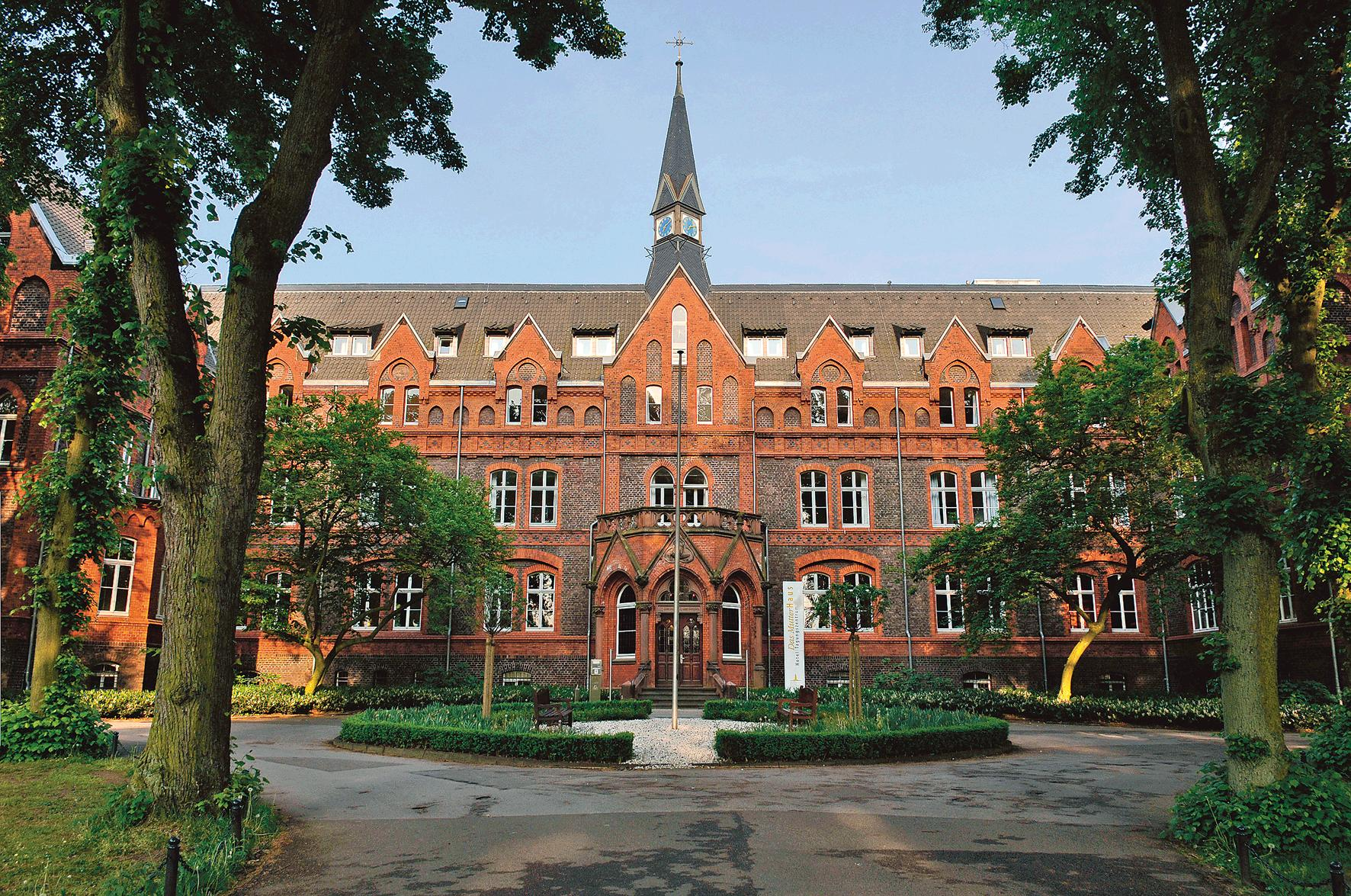
Mutterhaus der Kaiserswerther Diakonie

Die Diakonissen sind keine „Evangelischen Nonnen“, wie zuweilen beschrieben. Sie bilden zwar auf der Grundlage ihres evangelischen Glaubens im Kaiserswerther Mutterhaus eine Lebens- und Dienstgemeinschaft, die in der Durchführung durchaus mit einer katholischen Ordensgemeinschaft vergleichbar scheint, jedoch gibt es offiziell keinerlei mit einem katholischen Ordensleben vergleichbare Gelübde und damit auch keinen Zölibat.
Die Idee der Mutterhausdiakonie breitete sich Ende des 19. Jahrhunderts rasch aus. Evangelische Frauen erhielten eine qualifizierte Ausbildung zu Krankenpflegerinnen, Gemeindeschwestern, Erzieherinnen und Lehrerinnen. Frauen aus allen sozialen Schichten fanden eine sinnvolle Arbeit, ihren Unterhalt und eine spirituelle Gemeinschaft. Auf dem Höhepunkt in den 1930er-Jahren waren rund 2000 Diakonissen allein im Kaiserswerther Mutterhaus organisiert. Ihre Einsatzorte reichten weit über Deutschland hinaus, bis in den Orient, nach Lateinamerika, Asien und Afrika.
Im 1904 gegründeten Evangelischen Krankenhaus in Köln-Kalk waren die Diakonissen aus Kaiserswerth bis 1947 tätig. Im Jahr 1904 entsandte die Diakonissenanstalt Kaiserswerth sechs Schwestern nach Kalk. Als erste Oberin war Diakonisse Hilda Rühle bis zu ihrem Tod 1928 dort tätig. Zu den weiteren Einsatzorten außerhalb Kaiserswerths gehörten etliche Krankenhäuser, aber auch eigene Einrichtungen, die sich der Förderung von Menschen verschrieben. Dazu gehörte etwa der 1854 von Theodor Fliedner gegründete Marthashof in Berlin, der auf Initiative einiger in der Charité tätiger Diakonissen als „Gesinde-Vermietungs-Comtoir“ entstand.
In den Jahren 1852 bis 1973 trugen die Schwestern der Kaiserswerther Diakonissen die Verantwortung für die Krankenpflege am Deutschen Krankenhaus in Istanbul (Türkei). Auf dem protestantischen Friedhof von Feriköy in Istanbul befinden sich einige Gräber dieser Schwestern.
Ein weiteres Einsatzfeld der Kaiserwerther Schwestern war die Stiftung Tannenhof in Remscheid-Lüttringhausen, wo es ein Mutterhaus gab, in dem die Diakonissen nach dem Ausscheiden aus dem aktiven Dienst ihren Lebensabend verbrachten.

## Diakoniegelände

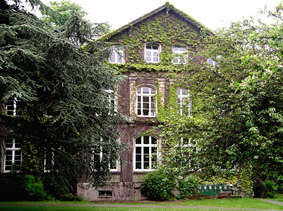
Fronberghaus auf dem Gelände der Kaiserswerther Diakonie, Sitz der Kaiserswerther Seminare

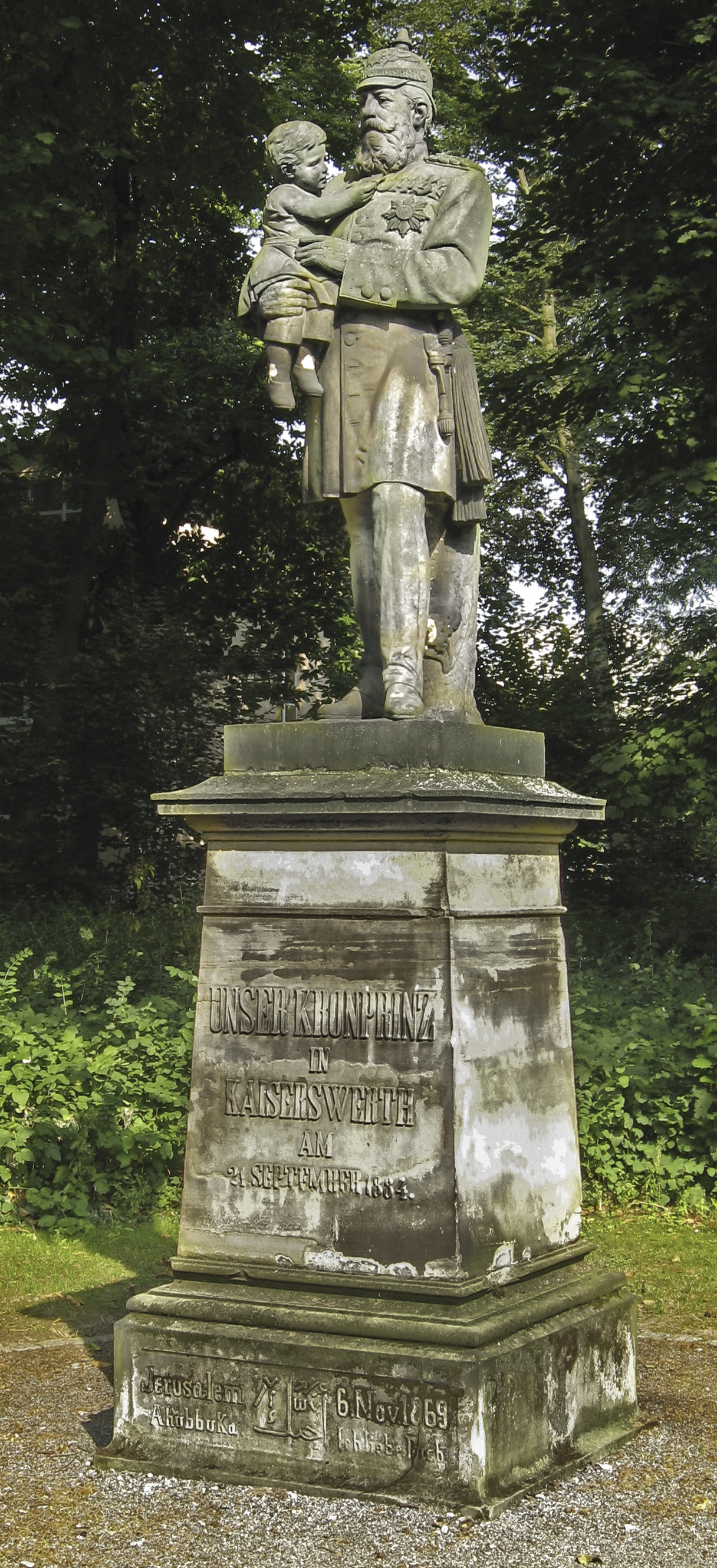
Kronprinzendenkmal

Zwischen 1883 und 1903 entstand auf dem so genannten „Fronberg“ vor den Toren Kaiserswerths eine Reihe von Gebäuden, die einen Campus bilden. Fliedners Schwiegersohn und Nachfolger Julius Disselhoff (1827–1896) war für die Planungen verantwortlich. Noch heute machen das Hotel MutterHaus, die Mutterhauskirche, der Disselhoff-Park mit seinem alten Baumbestand sowie die Gebäude des alten Krankenhauses den Charme dieses denkmalgeschützten Ensembles aus.
Das Kronprinzendenkmal auf dem Gelände der Kaiserswerther Diakonie, geschaffen von Paul Disselhoff, dem Enkel des Diakoniegründers Theodor Fliedner, erinnert an den Besuch des späteren Kaisers Friedrich III. als Kronprinz am 21. September 1884 und zeigt ihn mit dem vierjährigen Kinderkrankenhaus-Patienten Wilhelm Kroll auf dem Arm. Die zuunterst angebrachte Inschrift bezieht sich auf den Besuch des Diakonissenkrankenhauses in Jerusalem durch den Kronprinzen am 6. November 1869. Übersetzt heißt es: „Jerusalem, ich liebe dich“.

## Stiftungen

### Förderstiftung
Spenden und Fördermittel waren in der Kaiserswerther Diakonie seit den Anfängen ihrer Geschichte unverzichtbar und haben wesentlich zu ihrer Entstehung und Entwicklung beigetragen. Seit 2008 wird die Arbeit der Kaiserswerther Diakonie von einer eigens für diesen Zweck gegründeten Förderstiftung unterstützt.

### Fliedner-Kulturstiftung
2002 wurden Archiv, Bibliothek und Museum in eine eigenständige Stiftung, die Fliedner-Kulturstiftung überführt. Das bekannteste Ausstellungsstück, die „Kaiserswerther Mumie“, eine original ägyptische Mumie, brachte Theodor Fliedner 1857 von einer Orientreise mit.